# جایزه بزرگ بلژیک ۱۹۸۲
جایزه بزرگ بلژیک ۱۹۸۲ (انگلیسی: ‎1982 Belgian Grand Prix‎)، که به‌طور رسمی با نام چهلمین جایزه بزرگ بلژیک شناخته می‌شود، یک مسابقهٔ موتوری در رشتهٔ اتومبیل‌رانی فرمول یک بود که در تاریخ ۹ مهٔ ۱۹۸۲ در پیست زولده واقع در اوسدان-زولده، لیمبورگ، بلژیک برگزار شد. این گراند پری در میان ۱۶ گراند پری در فصل ۱۹۸۲، مسابقهٔ شمارهٔ ۵ بود.
در این مسابقه که در ۷۰ دور و به مسافت ۲۹۸٫۳۴۰ کیلومتر (۱۸۵٫۳۸۰ مایل) برگزار شد، پول پوزیشن توسط آلن پروست کسب شد و سریع‌ترین زمان برای طی یک دور پیست که برابر با ۱:۲۰٫۲۱۴ بود نیز توسط جان واتسون به ثبت رسید.
جان واتسون از تیم مک‌لارن-فورد، ککه روسبرگ از تیم ویلیامز-فورد و ادی چیور از تیم لیجیه-ماترا به‌ترتیب مقام‌های اول تا سوم مسابقه را کسب کردند.

## رده‌بندی قهرمانی پس از مسابقه
| جایگاه | راننده      | امتیاز |
| ------ | ----------- | ------ |
| ۱      | آلن پروست   | ۱۸     |
| ۲      | جان واتسون  | ۱۷     |
| ۳      | ککه روسبرگ  | ۱۴     |
| ۴      | نیکی لائودا | ۱۲     |
| ۵      | دیدیه پرونی | ۱۰     |
| منبع:  |             |        |

| جایگاه | سازنده       | امتیاز |
| ------ | ------------ | ------ |
| ۱      | مک‌لارن-فورد  | ۲۹     |
| ۲      | رنو          | ۲۲     |
| ۳      | ویلیامز-فورد | ۲۰     |
| ۴      | فراری        | ۱۶     |
| ۵      | تایرل-فورد   | ۱۰     |
| منبع:  |              |        |

یادداشت
- تنها پنج جایگاه نخست از هر رده‌بندی نمایش داده شده است.